# Diego Flaínez
Diego Flaínez (fl. 1047-c. 1058) fue, según Sánchez Candeira, Torres Sevilla y Montaner Frutos, el padre de Rodrigo Díaz el Campeador, conocido como el Cid, y el tío abuelo de su esposa, Jimena Díaz.

## Esbozo biográfico
Hijo segundón de Flaín Muñoz, conde de León hacia el año 1000, descendía de una rama secundaria del linaje aristocrático leonés de los Flaínez.  Aparece documentado en un diploma de 1047 en el monasterio de San Pedro de Cardeña como Didaco Flaginiz. Este documento también lo confirma Nuño Álvarez, magnate castellano que se considera uno de los hermanos de Rodrigo Álvarez, el probable padre de la esposa de Diego Flaínez cuyo nombre se desconoce.

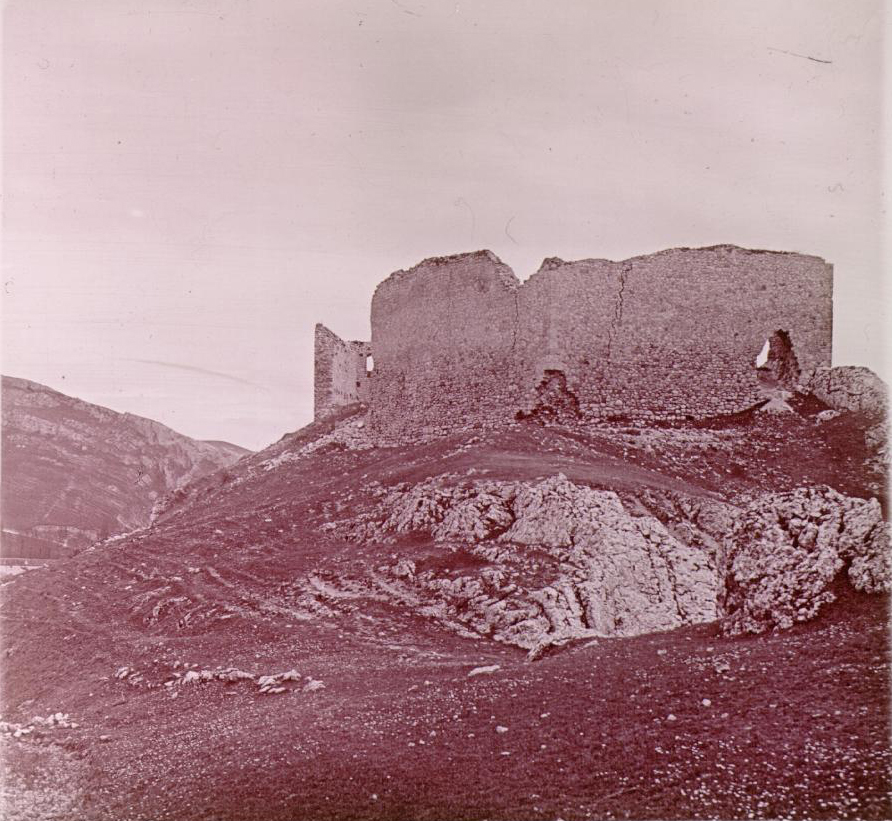
Castillo de Ubierna hacia el año 1925

Se estableció en el valle del río Ubierna, Burgos, tierras de frontera entre Castilla y Pamplona, quizá para buscar fortuna por ser un hijo segundón, y luchó en la guerra que se desató entre el rey navarro García Sánchez III de Pamplona el de Nájera y Fernando I de León y Castilla, arrebatando a los navarros las plazas de Ubierna, Urbel, La Piedra, posteriormente reintegradas al reino de Castilla, y Vivar, noticia recogida en la Historia Roderici. Su hijo Rodrigo, criado en la corte del rey Fernando I, sucedió a su padre en estas plazas.
Estas posesiones le dieron un estatus equivalente al de la nobleza magnaticia media, si bien no le bastó para acceder a la curia real, pues quizá se vio perjudicado por su presunta colaboración con su sobrino Flaín Fernández II en una rebelión contra Fernando I que tuvo lugar entre 1061-1065 y que le costó la confiscación de sus bienes. Esa circunstancia vetaría a Diego Flaínez el acceso a la corte. No obstante, su hijo Rodrigo Díaz sí fue aceptado por esas mismas fechas como miembro del séquito del aún infante Sancho II de Castilla, lo que pone en duda esta hipótesis. Es probable que su apartamiento de León y de la schola regis se debiera a que fuera hijo ilegítimo de Flaín Muñoz.
Diego Flaínez falleció, según Menéndez Pidal (La España de el Cid, I, p. 127) hacia 1058, fecha aceptada por la mayoría de historiadores.